# Iraakse Turkmenen op het Türkvizyonsongfestival
De Iraakse Turkmenen namen tijdens vierde editie in 2020 deel aan het Türkvizyonsongfestival. De Iraakse Turkmenen hebben in totaal 1 keer deelgenomen aan het festival. Anders dan de meeste deelnemers aan het Türkvizyonsongfestival zijn de Iraakse Turkmenen een bevolkingsgroep en hebben ze geen eigen grondgebied.

## Geschiedenis

### 2020
Nadat het festival enkele jaren had stilgelegen, werd het in 2020 heropgestart. Bij de heropstart waren de Iraakse Turkmenen van de partij. Hun deelname werd begin december aangekondigd door hun omroep Türkmeneli TV. Opmerkelijk: De omroep nam in alle voorgaande edities deel met het land Irak, maar besloot nu om namens de bevolkingsgroep deel te nemen.
Sarmad Mahmood en zijn nummer Kelebek werden uitgekozen om de Iraakse Turkmenen te vertegenwoordigen tijdens hun debuut. Omwille van de coronapandemie vond het festival online plaats en waren de optredens vooraf opgenomen. Mahmood kwam als twaalfde aan de beurt en sloot de avond af op de laatste plaats.

## Deelnames van de Iraakse Turkmenen
| Jaar | Artiest        | Titel   | Fin. | Ptn. | Semi | Ptn. | Taal  |
| ---- | -------------- | ------- | ---- | ---- | ---- | ---- | ----- |
| 2020 | Sarmad Mahmood | Kelebek | 26   | 150  |      |      | Turks |

| Kleur | Betekenis      |
| ----- | -------------- |
|       | Eerste plaats  |
|       | Tweede plaats  |
|       | Derde plaats   |
|       | Laatste plaats |
|       | Gastland       |